# Політ дракона (роман)
«Політ дракона» (1968) — перша книга американської письменниці Енн Маккефрі її фантастичної епопеї «Вершники Перна».
«Політ дракона» вперше побачив світ в журналі наукової фантастики «Аналог». Першу його частину, «Пошук», було опубліковано в жовтні 1967 з ілюстраціями Джона Шонхерра Друга частина, «Драконовий Вершник» вийшла в грудні 1967 року. Роман у повному вигляді вийшов у видавництвах Corgi та Ballantine Books (en)
У 1968 році перша частина роману «Пошук» здобула премію «Г'юго» в номінації найкраща повість.
У 1969 році роман «Драконовий Вершник» здобув премію «Неб'юла».

## Сюжет

### Передісторія
Дія роману відбувається на планеті Перн, заселеній нащадками земних колоністів. Поселенці відмовилися від космічних кораблів і від багатьох видів техніки, оскільки вони були непотрібними на пустельній планеті. Після втрати зв'язку з рідною планетою на них звалилася страшна біда: з орбіти чужої планети під назвою Червона зірка, що проходила поблизу їхньої планети, на них звалилися потоки Ниток — грибоподібних спор, здатних перетинати міжпланетний простір. Потрапивши до атмосфери, вони заривалися в землю й розмножувалися, пожираючи органіку та випалюючи ґрунт. Зазнавши страшних втрат, люди були змушені перебратися з родючого, низинного Південного материка, що не дає захисту від Ниток,  на скелястий Північний материк, де в горах і печерах вони вирубували собі житла-фортеці (холди), що дають захист від Ниток. Зазнав зміни й соціальний устрій, влада перейшла в руки лордів холдів. Учені застосували план захисту: згідно з його першим ступенем, методами генетичної селекції було вдосконалено один із видів місцевих тварин, вони перетворилися на величезних крилатих вогнедишних драконів (дракони Перна). Друга частина плану обіцяла стовідсотковий захист, але вимагала більшого часу й незабаром про неї зовсім забули. Оскільки містити драконів в тісноті холдів було неможливо, їх разом із вершниками — людьми, здатними на телепатичний контакт з драконами, переселили до кратерів згаслих вулканів (Вейри). Тепер люди перебували під захистом. Раз на двісті років Червона зірка наближалася до Перна, і протягом п'ятдесяти років Нитки сипалися з неї на ґрунт Перна, але дракони підіймалися в повітря та спалювали їх.
Одного разу Червона зірка пройшла повз Перн, але його небосхил залишився чистим. Так минуло чотириста років. Усе було тихо. Люди забули про загрозу, історія стала сприйматися як казки та легенди. Останній Вейр хирів та бідував. Самі вершники вже не вірили в загрозу падіння Ниток. Але Червона зірка знову з'явилася на небосхилі Перна.

### Сюжет роману
Крило вершників під командою молодого командира Ф'лара прибуває в холд Руат, де вони зустрічаються з узурпатором Фексом, який створив свою імперію з підкорених ним холдів. Ф'лар вірить в стародавні легенди і хоче знайти нову гідну Пані Вейра, здатну контролювати золоту королеву (самицю дракона, здатну до репродукції). Він знаходить дівчину з потужними телепатичними здібностями — Лессу. Лесса — дочка володаря холда, сім'я якого була вирізана людьми Фекса. Лесса залишилася в живих і змогла сховатися. Сім років вона волокла існування під маскою служниці. Завдяки її внутрішній силі та безперервної діяльності Руат прийшов в занепад. Фекс в гніві відрікається від холда на користь свого ненародженого спадкоємця. Ф'лар вступає з ним у двобій і вбиває лорда. Він пропонує Лессі стати Пані Вейра. Лесса погоджується і Ф'лар відвозить її в Вейр Бенден, де вона проходить присвячення у тільки що народженій королеви драконів по імені Рамота. Під час шлюбного польоту Рамоти дракон, що належить Ф'лару наздоганяє королеву, тому Ф'лар стає ватажком Вейра. Він відбиває напад лордів холдів і починає готуватися до оборони планети. Лесса випадково виявляє, що дракони можуть переміщатися не лише в просторі, але і в часі (правда на людей це важко впливає). Починається падіння Ниток, дракони вступають у нерівний бій. Попри підтримку жителів холдів, сил вершників бракує, щоб прикрити весь Перн. Лесса ставить собі питання, що ж сталося з мешканцями п'яти інших Вейрів, вони кудись зникли чотириста років тому. Прослухавши старовинну баладу вона здогадується, що вершники могли вирушити в майбутнє, на нову битву з Нитками і здійснює стрибок в минуле на чотириста років, ледве залишившись в живих. Їй вдається переконати очільників п'яти Вейрів вирушити з нею в майбутнє. Рухаючись крізь час стрибками по 20-30 років вони приводять своїх людей і драконів в цей час і вступають в битву з Нитками.